# Les Fessey
Les Fessey település Franciaországban, Haute-Saône megyében. Lakosainak száma 129 fő (2022. január 1.). Les Fessey Sainte-Marie-en-Chanois, Belmont, La Corbière, La Lanterne-et-les-Armonts, La Proiselière-et-Langle és La Voivre községekkel határos.

## Népesség
A település népességének változása:
| Lakosok száma | 143  | 142  | 140  | 136  | 135  | 135  | 134  | 131  | 129  |
|               | 2013 | 2015 | 2016 | 2017 | 2018 | 2019 | 2020 | 2021 | 2022 |